# کیم یونگ-می
کیم یونگ-می با نام مستعار پنکیک (انگلیسی: Kim Yeong-mi؛ زادهٔ ۱۰ مارس ۱۹۹۱) ورزشکار کرلینگ اهل کره جنوبی است.
از افتخارات وی می‌توان به کسب مدال نقره در بازی‌های المپیک زمستانی ۲۰۱۸ اشاره‌کرد.

### حرفه
در حالی که کیم هنوز یک کرلر تازه‌کار بود، برای اولین بار در مسابقات قهرمانی کرلینگ ۲۰۱۲ اقیانوس آرام-آسیا در سطح زنان، به عنوان بازیکن سوم شرکت نمود. دستاورد این مسابقه مدال برنز بود. تیم کیم در سال ۲۰۱۴ در مسابقات کرلینگ اقیانوس آرام-آسیا موفق به کسب مدال برنز و راهیابی به مسابقات قهرمانی جهانی ۲۰۱۵ شد. مسابقات جهانی در ژاپن و به میزبانی کره جنوبی برگزار شد. با این حال، این تیم مدال طلای مسابقات کرلینگ قهرمانی اقیانوس آرام-آسیا ۲۰۱۶ را به دست آورد و حق بازی در مسابقات جهانی کرلینگ زنان در سال ۲۰۱۷ در چین را کسب نمود. در این مسابقه، رتبه ۶ ام را کسب نمودند. در سال ۲۰۱۷، این تیم مدال نقره بازی‌های آسیایی زمستانی ۲۰۱۷ را کسب کرد.
تیم کیم قهرمانی کره جنوبی در سال ۲۰۱۷ را به دست آورد و به عنوان نماینده کره جنوبی روی یخ خانگی در بازی‌های المپیک زمستانی ۲۰۱۸ انتخاب شد. این تیم فصل ۱۸–۲۰۱۷ کرلینگ را با قهرمانی در مسابقات قهرمانی کرلینگ ۲۰۱۷ اقیانوس آرام-آسیا آغاز کرد. به عنوان کشور میزبان، این تیم در کره به عنوان «دختران سیر» شناخته شد، زیرا شهر زادگاه آنها شهرستان اویسئونگ به دلیل تولید سیر شناخته شده‌است. این تیم رشد صعودی چشمگیری داشت و در فینال مدال طلا، به پیست آنا هاسلبورگ از سوئد باخت. ماه بعد، تیم در مسابقات قهرمانی کرلینگ زنان جهان فورد ۲۰۱۸ بازی کرد و در مرحله یک چهارم نهایی شکست خورد.
در میان رسوایی مربیگری تیم، به دلیل توهین لفظی به نایب رئیس فدراسیون ورزش کشور، دختران سیر در فصل ۱۹–۲۰۱۸ بازی چندانی نداشتند. این تیم در آخرین رویداد فصل، جام WCT قطب شمال ۲۰۱۹ بازی کرد و با یک رکورد ۱–۳ پلی آف را از دست دادند.
تیم کیم به تور جهانی کرلینگ برای فصل ۲۰۱۹–۲۰۲۰ بازگشت. آن‌ها در مسابقات کلاسیک پاییز اوکویل ۲۰۱۹ به پلی آف راه یافتند و در افتتاحیه جام بین‌المللی کرلینگ اویسئونگ به مقام نایب قهرمانی دست یافتند.